# باشگاه فوتبال لاید تاون
باشگاه فوتبال لاید تاون (به انگلیسی: Lydd Town Football Club) یک باشگاه فوتبال در شهر لاید، کشور انگلستان است که در سال ۱۸۸۵ میلادی تأسیس شده‌است.